# Savezni ministar obrane SFRJ
Savezni sekretar za narodnu obranu (odnosno ministar obrane) u vrijeme SFRJ (druge Jugoslavije) bio je po ustroju, činu i ovlastima najistaknutija djelatna vojna osoba, dok je Glavni stožer JNA bio u formacijskom sastavu Saveznog sekretarijata narodne obrane (SSNO) kao najviše stručno i stožerno tijelo. 
Formalno je savezni sekretar za narodnu obranu bio član Vlade (Savezne vlade) i to Vlade FNRJ kao ministar obrane (1946. – 1953.), Saveznoga izvršnog vijeća FNRJ kao državni sekretar za narodnu obranu (1953. – 1963.), te Saveznoga izvršnog vijeća SFRJ kao savezni sekretar za narodnu obranu (od 1963. do raspada SFRJ).
Savezni ministri obrane su po pravilu, odmah iza maršala Tita, imali najviše generalske činove (četiri zvjezdice): general armije ili admiral flote. 
Nakon Titove smrti (1980.), od 1982. dva su generala, koja su dotad obnašali dužnost načelnika Glavnog stožera JNA, preuzeli dužnost saveznoga ministra obrane.
Po Ustavu SFRJ iz 1974. je Predsjedništvo SFRJ bilo Vrhovna komanda Oružanih snaga SFRJ; savezni sekretar za narodnu obranu, u slučaju rata, postao bi načelnik Stožera Vrhovne komande, a Glavni stožer JNA transformirao bi se u Stožer vrhovnog zapovjedništva.
Popis saveznih sekretara za narodnu obranu od 1945. do 1992. godine:

## Poveznice
- Popis načelnika Generalštaba JNA
- Oružane snage SFRJ
- Jugoslavenska narodna armija